# Union, AG für Bergbau, Eisen- und Stahl-Industrie

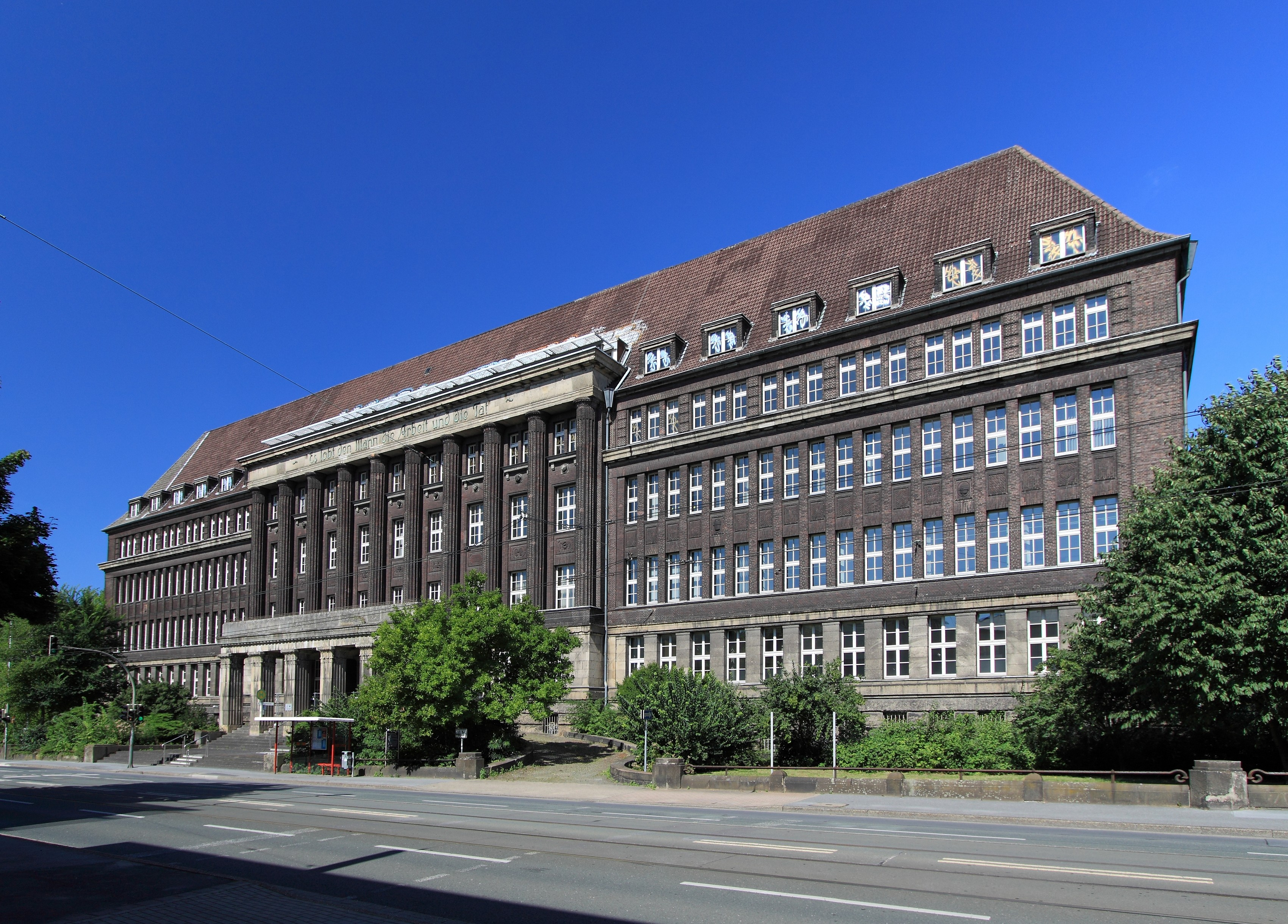
Verwaltungsgebäude Union der Dortmunder Union, bis Ende 2007 Versorgungsamt

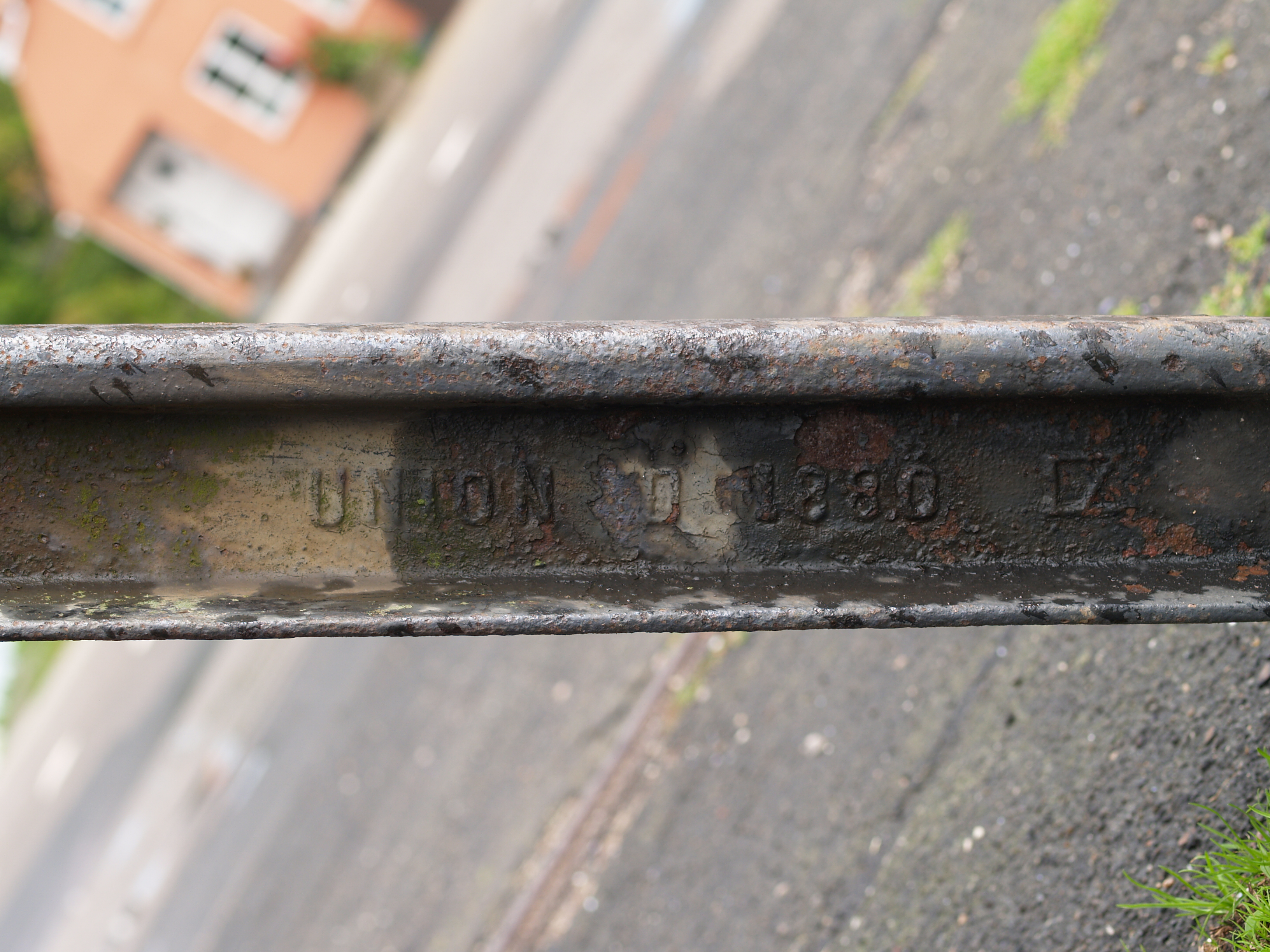
Eisenbahnschiene, 1880 von der Dortmunder Union gewalzt

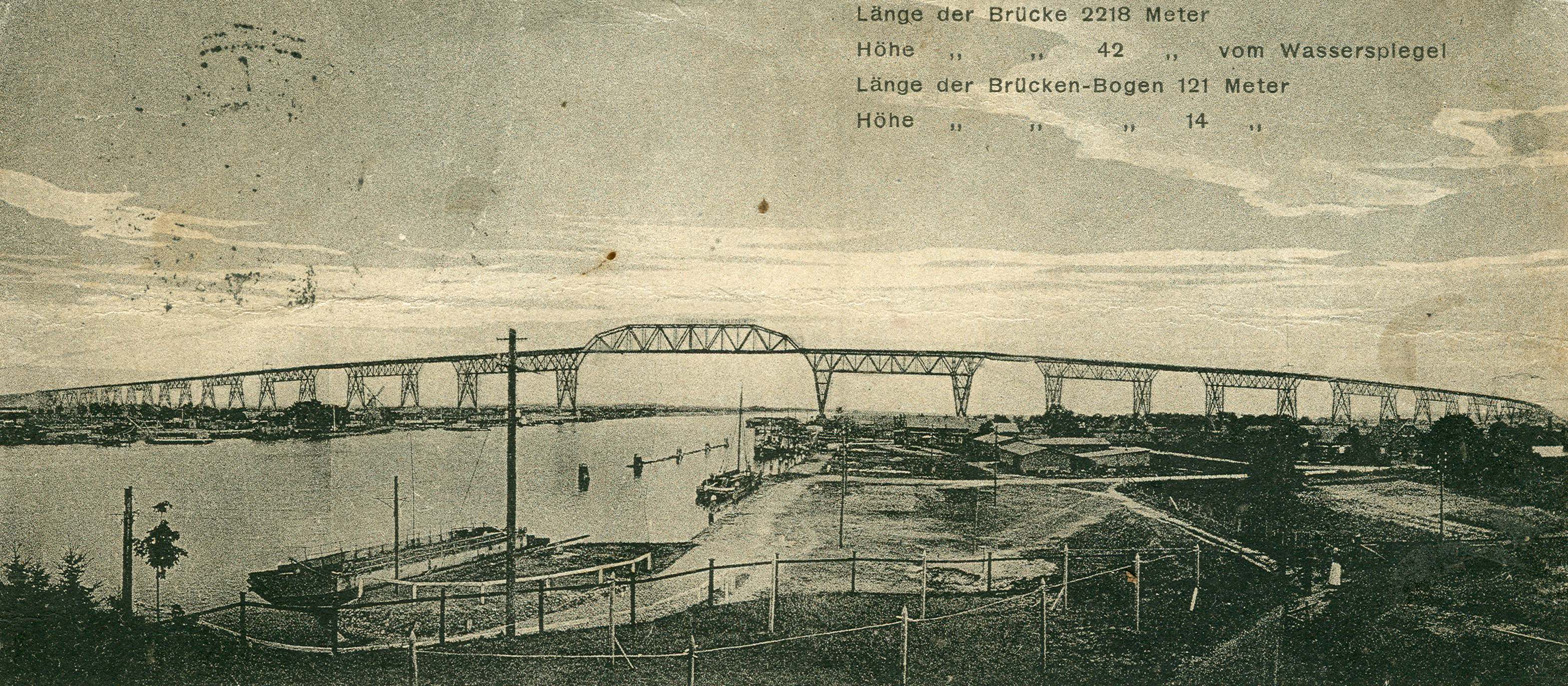
Hochbrücke Hochdonn, 1914–19 von der Union AG und Louis Eilers Stahlbau erbaut

Die Union, AG für Bergbau, Eisen- und Stahl-Industrie (Dortmunder Union) war ein vertikal integrierter Montankonzern mit Sitz in Dortmund.

## Geschichte
Die Dortmunder Union wurde 1872 auf Betreiben von Adolph von Hansemann (Bankier der Disconto-Gesellschaft) zusammen mit den Banken Sal. Oppenheim und M. A. Rothschild & Söhne gegründet. Sie entstand dabei aus dem Zusammenschluss 
- der Hattinger Henrichshütte AG mit der Zeche Carl Friedrich Erbstollen,
- des Bergwerks- und Hütten-Aktienvereins Neuschottland in Essen-Horst sowie
- der Dortmunder Hütte.

1880 erwarb die Union – wie viele andere Stahlkonzerne – eine Lizenz für das Thomas-Verfahren und erweiterte im Folgejahr mit einer Hochofenanlage mit drei Öfen ihre Kapazitäten für die Roheisenerzeugung in Dortmund. 1884/1885 wurde die Hochofenanlage der Henrichshütte modernisiert.
1886/1887 wurde auch die Zeche Brockhauser Tiefbau, die mit der Zeche Carl Friedrich Erbstollen markscheidet, erworben. Dorthin wurde dann die gemeinsame Förderung beider Betriebe verlagert. 1898/1899 wurde die Dortmunder Zeche Adolf von Hansemann der Union angegliedert und die Brückenbauwerkstatt in Dortmund erweitert.
Zur Union gehörten außerdem die Zeche Glückauf-Tiefbau und Eisenerzbergwerke u. a. im Sauerland an. 
1910 wurde die Union von der Deutsch-Luxemburgischen Bergwerks- und Hütten-AG (Deutsch Lux, DL) übernommen, die insbesondere an den Industrieunternehmen des Konzerns interessiert war. Im Ersten Weltkrieg war die Union einer der bedeutendsten Kriegslieferanten mit großer Granatenfertigung.
1926 gingen die Unternehmen der Deutsch-Lux in der Vereinigte Stahlwerke AG auf. Der Vorstandsvorsitzende der DL, Albert Vögler, wurde dabei Vorstandsvorsitzender der Vereinigte Stahlwerke AG.
Während des Nationalsozialismus existierte auf dem Werksgelände der Dortmunder Union das KZ-Außenlager Dortmund des KZ Buchenwald. Hier waren zwischen 400 und 650 Mädchen und junge Frauen, vorwiegend Russinnen und Polinnen, interniert, die Zwangsarbeit in der Rüstungsindustrie verrichten mussten. 1945 wurden die Gefangenen nach Bergen-Belsen gebracht, einige werden in der Bittermark erschossen (siehe Endphaseverbrechen).
Nach dem Zweiten Weltkrieg wurde 1951 im Zuge der Entflechtung der Vereinigte Stahlwerke AG und der Neuordnung der deutschen Eisen- und Stahlindustrie die Dortmund-Hörder Hüttenunion AG gegründet; diese wurde 1966 von der Hoesch AG übernommen.